# 完全活性空間
完全活性空間（かんぜんかっせいくうかん、complete active space、CAS）は、量子化学において、配置間相互作用法(CI)や多配置自己無撞着場(MCSCF)など多配置波動関数を取り扱う分子軌道法で計算に用いる電子配置を指定する方法の1つである。多配置波動関数の電子配置をCASに指定した配置間相互作用法はCAS-CI、多配置自己無撞着場はCASSCFと呼ばれる。CASでは空間軌道を以下の3つに分類する。
- core: 常に2個の電子を持つ軌道
- active: 部分的に占有された軌道
- virtual: 常に0個の電子をもつ軌道

さらにCASではactiveに属する軌道について可能なすべての配置を考える。その結果、電子配置にCASを指定すると大きさについての無矛盾性を保つことができるものの、activeに属する軌道を多く選択しすぎると非常に大きな計算コストを要することとなる。このため主にCASはactiveに属する軌道を最低限に指定し、結合解離過程を正しく記述したい場合などに、いわゆる静的電子相関の取り込みを目的として選択される。
一方、電子配置にCASを指定すると、近接電子間の瞬間的な相互作用によるエネルギーを表す動的電子相関はあまり取り込むことができず、CASPT2やNEVPTなどの摂動的な評価法による動的電子相関の取り込みが必要となる。